# Aaptos
Genre
Synonymes
- Tethyophaena Schmidt, 1880
- Trachya Carter, 1870
- Tuberella Keller, 1880[1]

Aaptos est un genre de spongiaires de la famille Suberitidae. Le taxon est décrit par John Edward Gray en 1867.

## Liste d'espèces
Selon World Register of Marine Species (14 avril 2016) :
- Aaptos aaptos (Schmidt, 1864)
- Aaptos alphiensis Samaai & Gibbons, 2005
- Aaptos bergmanni de Laubenfels, 1950
- Aaptos ciliata (Wilson, 1925)
- Aaptos conferta Kelly-Borges & Bergquist, 1994
- Aaptos duchassaingi (Topsent, 1889)
- Aaptos durissima (Carter, 1882)
- Aaptos globosa Kelly-Borges & Bergquist, 1994
- Aaptos glutinans Moraes, 2011
- Aaptos hajdui Carvalho, da Silva & Pinheiro, 2013
- Aaptos horrida (Carter, 1886)
- Aaptos kanuux Lehnert, Hocevar & Stone, 2008
- Aaptos laxosuberites (Sollas, 1902)
- Aaptos niger Hoshino, 1981
- Aaptos nuda (Kirkpatrick, 1903)
- Aaptos papillata (Keller, 1880)
- Aaptos pernucleata (Carter, 1870)
- Aaptos potiguarensis Carvalho, da Silva & Pinheiro, 2013
- Aaptos robustus Plotkin & Janussen, 2008
- Aaptos rosacea Kelly-Borges & Bergquist, 1994
- Aaptos simplex (Lambe, 1893)
- Aaptos suberitoides (Brøndsted, 1934)
- Aaptos tenta Kelly-Borges & Bergquist, 1994
- Aaptos vannamei de Laubenfels, 1935